# Hermann Heller
Hermann Heller (Teschen, Austria-Hungría, 17 de julio de  1891-Madrid, España, 5 de noviembre de 1933) fue un jurista y politólogo alemán, miembro del ala no marxista del Partido Socialdemócrata Alemán (SPD) durante la República de Weimar. Intentó formular las bases teóricas para las relaciones entre socialdemocracia, Estado y nación. Se le considera como un gran jurista, teórico de la política y constitucionalista, representante descollante de la Teoría del Estado alemana.